# كريستوف شوبرت
كريستوف شوبرت (بالألمانية: Christoph Schubert)‏ هو لاعب هوكي الجليد ألماني، ولد في 5 فبراير 1982 في ميونخ في ألمانيا.

## وصلات خارجية
- كريستوف شوبرت على موقع دوري الهوكي الوطني (الإنجليزية)
- كريستوف شوبرت على موقع EliteProspects.com (الإنجليزية)
- كريستوف شوبرت على موقع Eurohockey.com (الإنجليزية)
- كريستوف شوبرت على موقع HockeyDB.com (الإنجليزية)
- كريستوف شوبرت على موقع Hockey-Reference.com (الإنجليزية)
- كريستوف شوبرت على موقع أوليمبيديا (الإنجليزية)